# نانسی جی کوری
نانسی جین شرلوک کوری (به انگلیسی: Nancy Jane Sherlock Currie) فضانورد اهل کشور ایالات متحده آمریکا است که در ۲۹ دسامبر ۱۹۵۸ میلادی در ویلمینگتون، دلاور زاده شد. وی در مأموریت اس‌تی‌اس-۵۷، اس‌تی‌اس-۷۰، اس‌تی‌اس-۸۸، اس‌تی‌اس-۱۰۹ حضور داشته‌است.